# Quero (Ecuador)
Quero ist eine Kleinstadt und eine Parroquia urbana („städtiches Kirchspiel“) im Kanton Quero der ecuadorianischen Provinz Tungurahua. Quero ist Sitz der Kantonsverwaltung. Die Parroquia besitzt eine Fläche von 94,26 km². Die Einwohnerzahl lag im Jahr 2010 bei 14.254.

## Lage
Die Parroquia Quero liegt im Anden-Hochtal von Zentral-Ecuador im Süden der Provinz Tungurahua. Die Stadt Quero befindet sich 13 km südlich der Provinzhauptstadt Ambato auf einer Höhe von 3058 m. Der Río Quero (Río Mocha) begrenzt die Parroquia im Nordwesten.
Die Parroquia Quero grenzt im Norden an Cevallos, im Nordosten an die Parroquias Benítez und Pelileo, im Osten an die Parroquias Bolívar, Huambaló und Cotaló (die 5 zuletzt genannten Parroquias gehören zum Kanton San Pedro de Pelileo), im Süden an die Parroquia Santa Fé de Galán (Kanton Guano, Provinz Chimborazo), im Westen an die Parroquia Rumipamba sowie im Nordwesten an den Kanton Mocha mit den Parroquias Mocha und Pinguili.